# Аргонн (переписна місцевість, Вісконсин)
Аргонн (англ. Argonne) — переписна місцевість (CDP) в США, в окрузі Форест штату Вісконсин. Населення — 135 осіб (2020).

## Географія
Аргонн розташований за координатами 45°39′30″ пн. ш. 88°52′40″ зх. д. / 45.65833° пн. ш. 88.87778° зх. д. (45.658200, -88.877730).  За даними Бюро перепису населення США в 2010 році переписна місцевість мала площу 1,44 км², уся площа — суходіл.

## Демографія
Згідно з переписом 2010 року, у переписній місцевості мешкало 160 осіб у 66 домогосподарствах у складі 43 родин. Густота населення становила 111 осіб/км².  Було 87 помешкань (60/км²).
Расовий склад населення:
| - 94,4 % — білих - 1,9 % — корінних американців |

До двох чи більше рас належало 3,8 %. Частка іспаномовних становила 0,0 % від усіх жителів.
За віковим діапазоном населення розподілялося таким чином: 21,9 % — особи молодші 18 років, 60,0 % — особи у віці 18—64 років, 18,1 % — особи у віці 65 років та старші. Медіана віку мешканця становила 42,9 року. На 100 осіб жіночої статі у переписній місцевості припадало 102,5 чоловіків;  на 100 жінок у віці від 18 років та старших — 111,9 чоловіків також старших 18 років.
Середній дохід на одне домашнє господарство  становив 44 565 доларів США (медіана — 34 531), а середній дохід на одну сім'ю — 48 651 долар (медіана — 34 792). За межею бідності перебувало 27,3 % осіб, у тому числі 18,8 % дітей у віці до 18 років та 0,0 % осіб у віці 65 років та старших.
Цивільне працевлаштоване населення становило 77 осіб. Основні галузі зайнятості: мистецтво, розваги та відпочинок — 26,0 %, освіта, охорона здоров'я та соціальна допомога — 23,4 %, роздрібна торгівля — 20,8 %.